# Bordrin iV7
Bordrin iV7 – elektryczny samochód osobowy typu SUV klasy wyższej wyprodukowany pod chińską marką Bordrin w 2020 roku.

## Historia i opis modelu

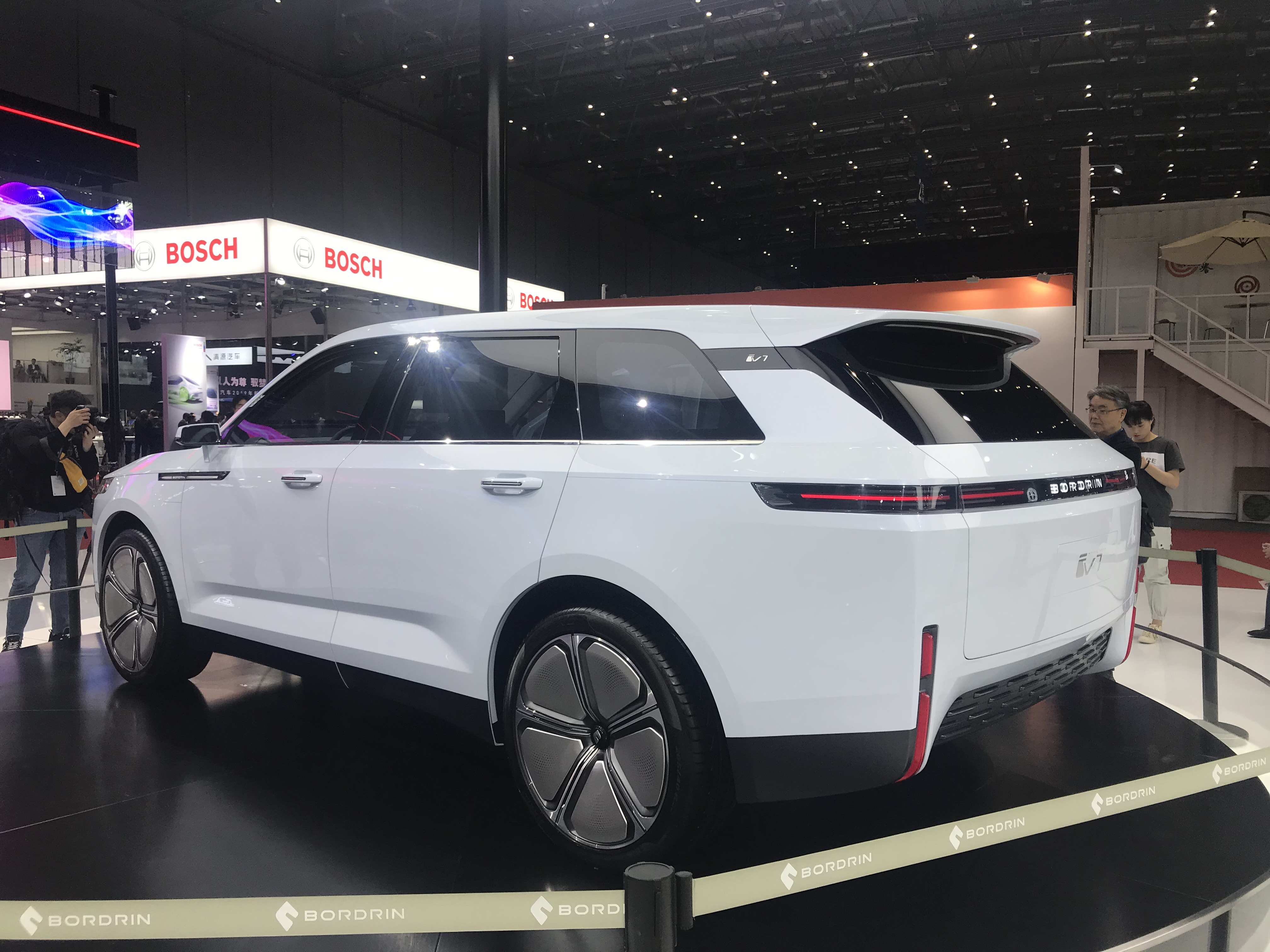
Bordrin iV7 - tył

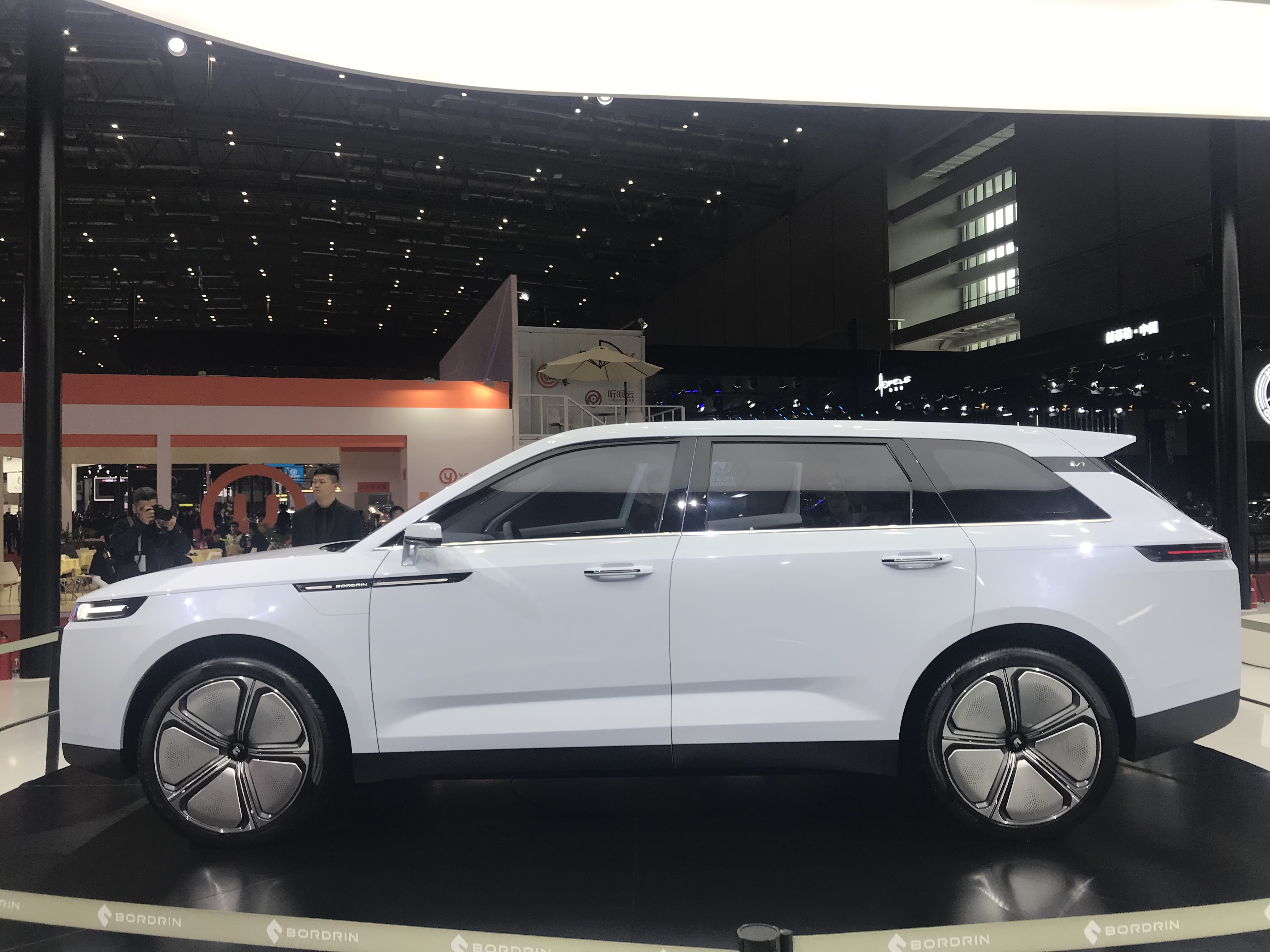
Bordrin iV7 - sylwetka

Równolegle z mniejszym modelem iV6, chiński startup Bordrin zaprezentował w maju 2019 roku podczas wystawy samochodowej w Szanghaju także topowego SUV-a z elektrycznym napędem o nazwie iV7. W przeciwieństwie do podstawowego iV6, Bordrin iV7 charakteryzował się kanciastą, foremną sylwetką odznaczającą się podłużnymi reflektorami i lampami tylnymi, a także diodami LED zderzakach ulokowanymi pionowo.
Pojazd charakteryzował się kabiną pasażerską, która zaoferowała dwie różne konfiguracje - umożliwiające transport pięciu lub sześciu pasażerów. Deska rozdzielcza utrzymana została w minimalistycznym wzornictwie, pozbawiając ją fizycznych przycisków. Konsola centralna została zdominowana przez wertykalny wyświetlacz dotykowy pozwalający na sterowanie większościami funkcji pojazdu. Zamiast tradycyjnego lusterka wstecznego, producent użył wyświetlacz przedstawiający obraz z kamery.

### Sprzedaż
Produkcja pojazdu trwała jedynie przez kilka miesięcy 2020 roku, kończąc się wraz z zakończeniem 2020 roku w wyniku bankructwa i likwidacji startupu Bordrin.

### Dane techniczne
Podczas debiutu producent przedstawił ograniczone parametry układu napędowego. Bordrin iV7 oferował przyśpieszenie od 0 do 100 km/h w 5,8 sekundy, umożliwiając zasięg na jednym ładowaniu do ok. 700 kilometrów według chińskiej procedury pomiarowej NEDC.